# Hortolà cendrós
L'hortolà cendrós (Emberiza caesia) és una espècie d'ocell de la família dels emberízids (Emberizidae) que habita vessants rocosos i estèrils amb escassa vegetació del sud-est d'Europa, al centre de Iugoslàvia, Grècia, Creta, oest i sud de Turquia, Xipre i Orient Pròxim.